# Movimiento Scout Católico
El Movimiento Scout Católico (Scouts MSC) se define como un movimiento de educación integral que se propone formar hombres y mujeres libres, críticos, comprometidos con su fe y en el momento histórico que les ha tocado vivir, abiertos a los demás, capaces de amar y de vivir en grupo.
Su metodología pedagógica scout se basa en la vida en pequeños grupos, la autogestión, el contacto con la naturaleza, el juego, la adhesión libre a la ley scout y una promesa como camino de experimentación del compromiso.
El Movimiento Scout Católico es un movimiento de apostolado seglar de la Iglesia católica, erigido canónicamente como asociación pública de fieles por la Conferencia Episcopal Española el 6 de julio de 1973. Es por tanto el movimiento responsable del escultismo católico en España, estructurado  como una federación de asociaciones scouts confesionales católicas. En la actualidad agrupa a más de 28 000 niños, niñas, jóvenes y educadores scouts de toda España repartidos en cerca de 500 Grupos Scouts. Está presente en todas las comunidades autónomas y en la mayoría de las diócesis españolas. 
En el ámbito internacional Scouts MSC es miembro de la Organización Mundial del Movimiento Scout (OMMS) que agrupa a más de 30 millones de scouts de la mayoría de países del mundo, organizados por regiones (Scouts MSC pertenece a la Región Europea de Escultismo). Asimismo, pertenece a la Conferencia Internacional Católica de Escultismo (CICE) que agrupa a Asociaciones Scouts Nacionales católicas y a Comités Pastorales scouts católicos de asociaciones pluriconfesionales, que son parte de la OMMS, ante quien goza de estatus consultivo y cuyos estatutos están aprobados por el Pontificio Consejo para los Laicos de la Santa Sede. 
El Movimiento Scout Católico ha aportado a lo largo de su historia a diversas personas para los órganos internacionales del Escultismo Mundial. Así, el Dr. Mario Díaz ha sido miembro (2005-2011) y Vicepresidente (2008-2011) del Comité Scout Mundial (equipo directivo de 12 personas que dirige la OMMS), el hermano lasaliano José Antonio Warletta ha sido Presidente del Comité Scout Europeo, D. Enrique López Viguria ha sido Secretario Mundial de la CICE y D. Jaume Bosch i Puges ha sido Secretario Regional de la CICE Europa-Mediterráneo.
Scouts MSC forma parte de la Federación de Escultismo en España (FEE) creada en 1978 y que actualmente está formada por la Federación de Asociaciones de Scouts de España (ASDE) y el Movimiento Scout Católico y cuenta cómo entidad asociada con la Federació Catalana d'Escoltisme i Guiatge (FCEG). 
Scouts MSC es miembro de pleno derecho y fundador del Consejo de la Juventud de España, entidad que ha presidido en el mandato constituyente (Enrique López Viguria) y en la de su 25 aniversario (Daniel Lostao, 2008-2010). Además prácticamente todas sus asociaciones forman parte de los Consejos de Juventud Autonómicos. Scouts MSC forma parte también de la Plataforma de Organizaciones de Infancia, de la Plataforma de Voluntariado de España, del Foro de Laicos y, como movimiento confesional y de iglesia, mantiene contacto en el ámbito formal con la Conferencia Episcopal Española a través de la ´Comisión Episcopal de Apostolado Seglar, participando en las reuniones convocadas por el Departamento de Juventud. 
Además, tiene relaciones y proyectos conjuntos de solidaridad, hermanamiento y convivencia cultural e interreligiosa con Asociaciones Scouts de Alemania, Argelia, Bélgica, Bolivia, El Salvador, Francia, Italia, Libia, Marruecos, Portugal, Uruguay...
El 22 de enero de 2013 de declarada de Utilidad Pública por el Ministerio del Interior.
Entre los días 22 y 30 de julio del año 2017, el Movimiento Scout Católico en España organizó el mayor campamento scout hecho nunca en este país y el primer jamboree  ( encuentro scout multitudinario con presencia internacional ) que tuvo lugar en España. Este campamento fue llamado Jamscout. Fue presidido y organizado por scouts MSC en su totalidad y a él asistieron grupos scouts Católicos de toda España pero también grupos scouts extranjeros que fueron invitados a él de distintos países, por ejemplo   Egipto, Irlanda, Francia... El campamento tuvo lugar en Covaleda, un municipio de la provincia de Soria y en el participaron 4876 scouts. En él se celebraron eucaristías y otra clase de eventos religiosos además de scouts. 

## Carta de Scouts MSC

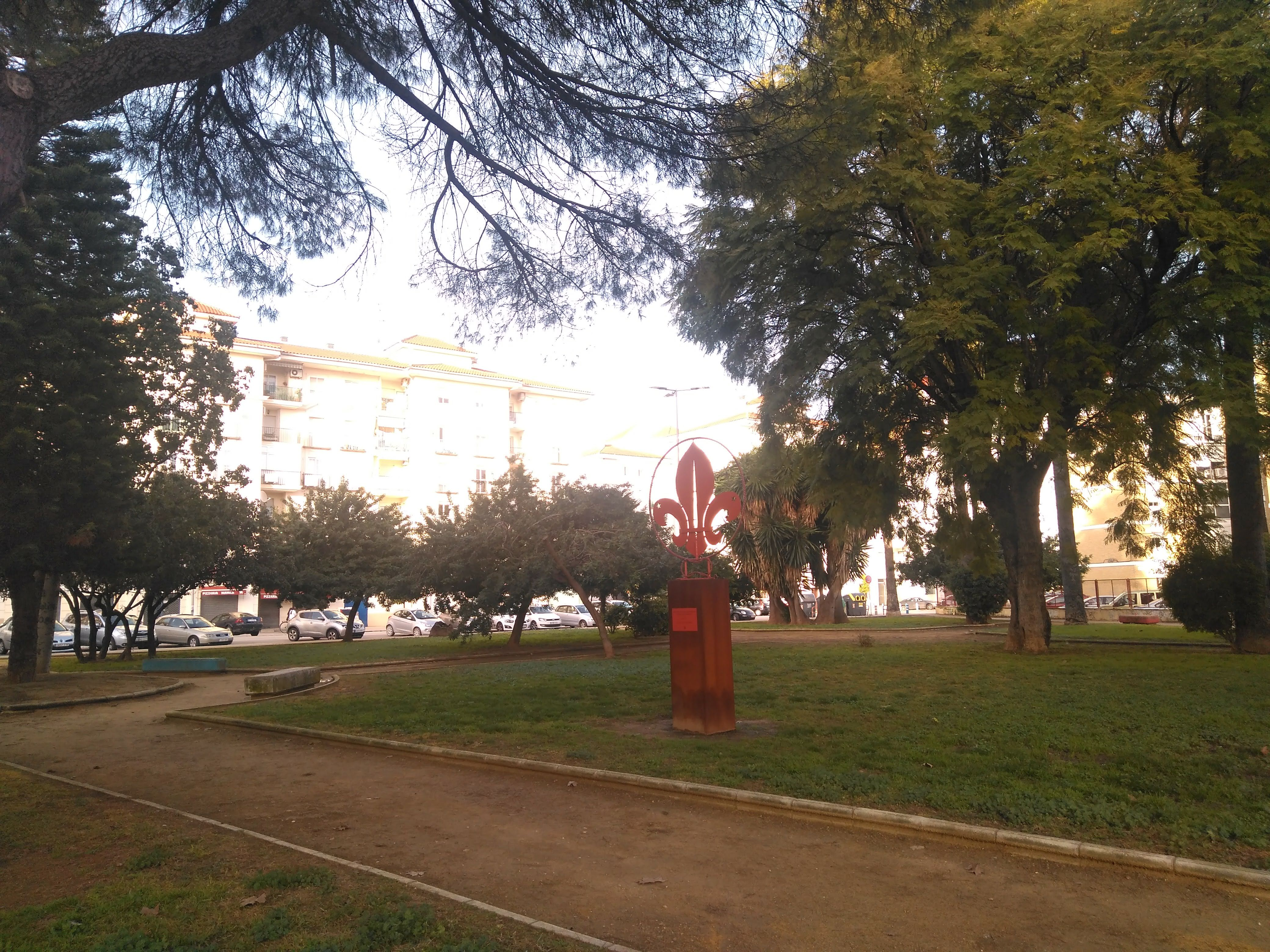
Monumento dedicado al MSC

Los principios fundamentales del Movimiento Scout Católico se definen en la Carta de Scouts MSC, documento aprobado en la 51.ª Asamblea General Ordinaria del Movimiento Scout Católico (Madrid, 24 y 25 de octubre de 2009).

### Movimiento educativo
Scouts MSC se define como un movimiento Educativo dirigido a niños, niñas y jóvenes con un Proyecto Educativo que integra como agentes educativos a responsables, familias y comunidades cristianas que conforman el entorno educativo del Escultismo.

### Parte del Movimiento Scout
Scouts MSC se define como parte del Movimiento Scout, de acuerdo con los valores recogidos por la Ley y Promesa, mediante la aplicación del método Scout, con el objetivo de contribuir a la transformación positiva del mundo.

### Parte de la Iglesia católica
Scouts MSC se define como parte de la Iglesia católica y corresponsables de su misión a través de su proyecto educativo. Scouts MSC está abierto a cualquier persona dispuesta a profundizar su experiencia trascendental con independencia de su tradición religiosa. Scouts MSC está comprometido a fomentar la pluralidad, el Ecumenismo y el diálogo interreligioso.

### Comprometido con el entorno
Scouts MSC se define como un movimiento comprometido con su entorno social, abierto a la cooperación con todos. Scouts MSC se compromete con la preservación y sostenibilidad del medio natural. Scouts MSC promueve un modelo social intercultural donde todos tienen cabida a través del método Scout.

## Miembros
- Scouts Católicos de Andalucía
- Asociación Interdiocesana Scouts d'Aragón - MSC
- Scouts d'Asturies - MSC
- Scouts Católicos de Canarias
- Scouts Católicos de Cantabria - MSC
- Federación de Scouts Católicos de Castilla-La Mancha
- Scouts de Castilla y León- MSC
- Euskalerriko Eskautak
- Scouts Católicos de Extremadura-MSC
- Scouts de Galicia - Escutismo Católico Galego
- Federación de Escultismo y Guiaje de las Islas Baleares - MSC
- Scouts de Madrid - MSC
- Scouts Católicos de Murcia
- Federació d'Escoltisme Valencià - MSC
- Scouts Católicos de Murcia - MSC
- Scouts de Navarra- MSC
- Movimiento Scout Católico Riojano

## Organización y estructura
La dirección de Scouts MSC se lleva a cabo por medio de un Consejo, un Comité Federal y una Asamblea. Para vertebrar el funcionamiento de la federación se constituyen otros órganos de trabajo: Permanentes, Comités y equipos de trabajo.

### Consejo
El Consejo es el órgano director de Scouts MSC y está formado por:
- Presidente: Juan Vicente González, procedente de Scouts Castilla y León - MSC
- Vicepresidenta: Encarnación María Gil, procedente de la Federación de Scouts Católicos de Andalucía
- Secretario: Pablo Mena, procedente de la Federación de Scouts Católicos de Andalucía
- Tesorera y Comisaria Internacional: Azucena Granado, procedente de la Federación de Scouts Católicos de Castilla-La Mancha
- Consiliario: José Felipe Fernández, procedente de la Federación de Scouts Católicos de Castilla-La Mancha
- Responsable Política de Personas Adultas: Ana Sanz, procedente de Scouts de Madrid - MSC
- Responsable de Programa de Jóvenes: Vacante
- Responsable de País: Vacante

### Comité Federal
El Comité Federal es el máximo órgano de gobierno de Scouts MSC entre asambleas y está formado por el Consejo (con voz y sin voto) y los presidentes de las asociaciones miembro. Se reúne con periodicidad trimestral.

### Asamblea
La Asamblea es el máximo órgano de gobierno. Está compuesta por el Consejo y una delegación de cada asociación miembro encabezada por su Presidente y su Consiliario. Se reúne dos veces al año con carácter ordinario.

### Mesas
Una Mesa temática es un órgano que coordina, propone y anima las líneas de actuación de Scouts MSC en un área concreta. Formadas por los representantes de las federaciones para las distintas áreas de trabajo. En la actualidad (2018) existen las siguientes:
- Mesa de Consiliarios y Animadores de fe
- Mesa de Política de Adultos
- Mesa de Jóvenes
- Mesa Programa de Jóvenes
- Mesa de Familias
- Mesa de País
- Mesa de Tesorería

### Equipos de Trabajo
Son grupos operativos de apoyo, seguimiento y coordinación de distintos programas o servicios de Scouts MSC. En la actualidad (2018) son:
- Equipo de Comunicación
- Equipo Internacional
- Equipo del Programa de Jóvenes
- Equipo de Fe
- Equipo de Política de Adultos
- Equipo de País
- Equipo de Participación Juvenil

### Comités
Los comités son grupos asesores de personas expertas, de intercambio de información y delimitación de estrategias en un campo
determinado.
- Comité Internacional

### Comisiones
Las comisiones son grupos operativos de apoyo, seguimiento y coordinación, encargados de la realización de una tarea concreta con
duración determinada.
- Comisión Luz de la Paz de Belén

## Uniformes

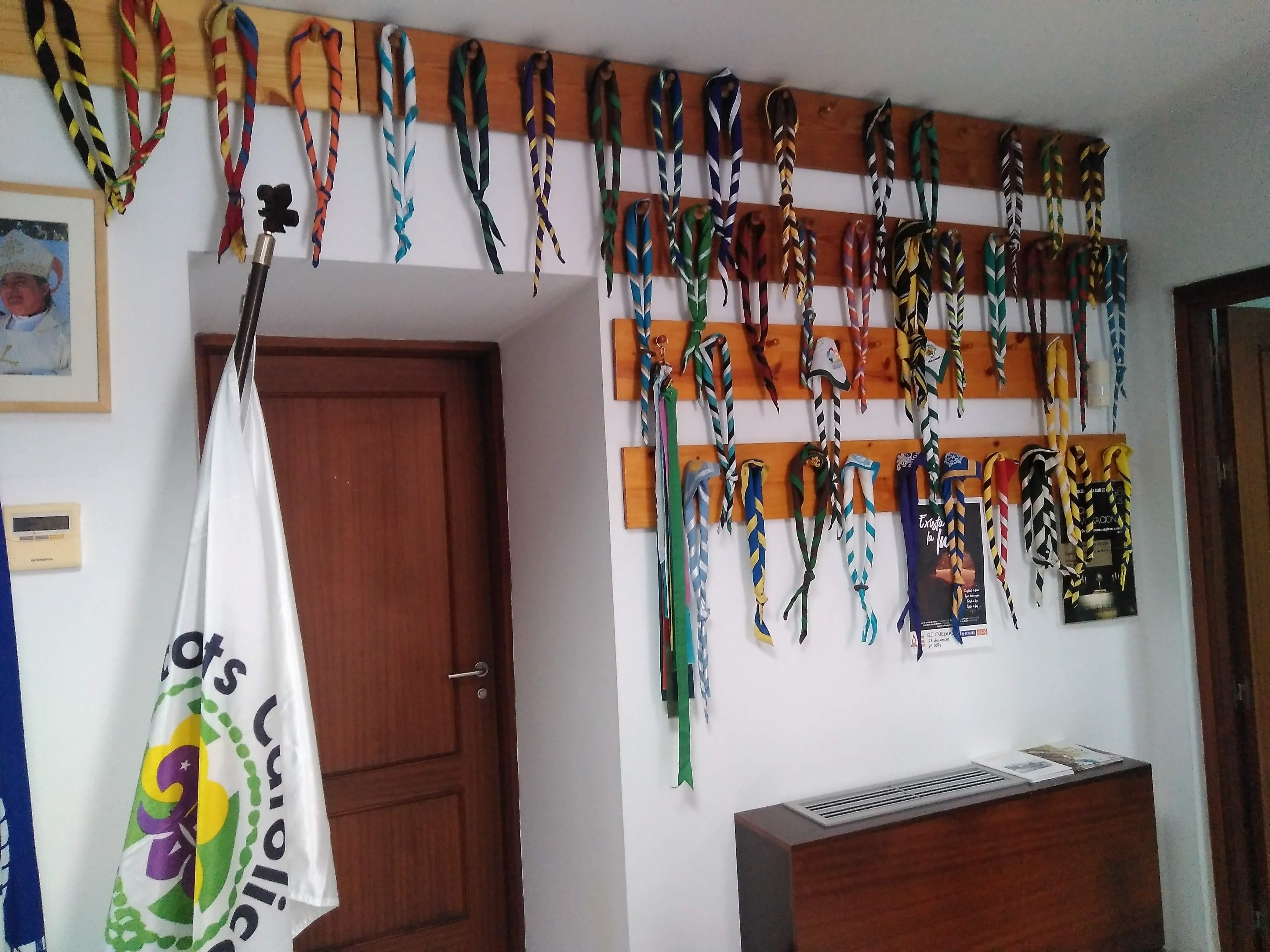
Pañoletas scouts

El movimiento scout católico es uno de los movimientos en los que el uniforme es muy importante a la hora de cualquier celebración, dependiendo de los grupos este será rutinario o se utilizará de forma excepcional, para eucaristías o actos scouts. Está formado por la camisa que es universal para todo el movimiento scout católico que va cambiando de coloren función de la rama a la que se pertenezca quedando enmarcado de la siguiente manera:
- Castores: Naranja
- Lobatos: Amarillo
- Rangers: Azul
- Pioneros: Rojo
- Rutas: Verde
- Responsables: Celeste

Además la camisa lleva dos insignias que son también a nivel nacional, además de las propias de cada comunidad autónoma y de cada grupo, a esto le acompaña la pañoleta del grupo para encontrar el sentimiento de permanencia al mismo con el nudo de la amistad siempre y cuando no se tenga promesa, en algunos grupos también forma parte el del uniforma las botas de montaña y el pantalón.